# Эфердинг (округ)
Эфердинг (нем. Bezirk Eferding) — округ в Австрии. Центр округа — город Эфердинг. Округ входит в федеральную землю Верхняя Австрия. Занимает площадь 259,46 кв. км. Население 30 718 чел. Плотность населения 118 человек/кв.км.

## Административные единицы
Общины
1. Алькофен (4 776)
2. Ашах-на-Дунае (2 140)
3. Эфердинг (3 152)
4. Фрахам (1 939)
5. Хайбах (1 232)
6. Харткирхен (4 011)
7. Хинценбах (1 649)
8. Прамбахкирхен (2 625)
9. Пуппинг (1 855)
10. Шартен (1 780)
11. Санкт-Мариенкирхен-на-Пользенце (1 985)
12. Штрохайм (1 582)